# Šarišské Bohdanovce
Šarišské Bohdanovce és un poble i municipi d'Eslovàquia. Es troba a la regió de Prešov, al nord del país.

## Història
La primera referència escrita de la vila data del 1299.

## Demografia
| Godina             | 1994 | 2004   | 2014    | 2024    |
| ------------------ | ---- | ------ | ------- | ------- |
| Nombre de persones | 616  | 644    | 788     | 1024    |
| Diferència         |      | +4,54% | +22,36% | +29,94% |

| Godina             | 2023 | 2024   |
| ------------------ | ---- | ------ |
| Nombre de persones | 1017 | 1024   |
| Diferència         |      | +0,68% |